# Kamniško - Savinjske Alpe
Kamniško - Savinjske Alpe este o arie protejată (arie specială de conservare — SAC, sit de importanță comunitară — SCI) din Slovenia întinsă pe o suprafață de 14.568,09 ha, integral pe uscat.

## Localizare
Centrul sitului Kamniško - Savinjske Alpe este situat la coordonatele 46°21′14″N 14°36′19″E / 46.354°N 14.6053°E.

## Înființare
Situl Kamniško - Savinjske Alpe a fost declarat sit de importanță comunitară în aprilie 2004 pentru a proteja 4 specii de plante și 4 specii de animale. Situl a fost protejat și ca arie specială de conservare în februarie 2012.

## Biodiversitate
Situată în ecoregiunea alpină, aria protejată conține 17 habitate naturale: Râuri de munte și vegetația erbacee de pe malurile acestora, Râuri de munte și vegetația lor lemnoasă cu Salix elaeagnos, Pajiști alpine și boreale, Tufărișuri cu Pinus mugo și Rhododendron hirsutum (Mugo-Rhododendretum hirsuti), Pajiști carstice calcaroase sau bazofile, de Alysso-Sedion albi, Pajiști alpine și subalpine calcaroase, Liziere de ierburi înalte hidrofile de câmpie și de nivel montan până la alpin, Fânețe montane, Grohotișuri calcaroase și de șisturi calcaroase de la nivelul montan până la nivelul alpin (Thlaspietea rotundifolii), Grohotișuri medio-europene calcaroase, de la nivel colinar și montan, Pante stâncoase calcaroase cu vegetație casmofită, Lespezi calcaroase, Peșteri inaccesibile publicului, Ghețari permanenți, Păduri aluvionare cu Alnus glutinosa și Fraxinus excelsior (Alno-Padion, Alnion incanae, Salicion albae), Păduri ilirice de Fagus sylvatica (Aremonio-Fagion), Păduri de pin scoțian din Dolomiții dinarici (Genisto januensis-Pinetum).
La baza desemnării sitului se află mai multe specii protejate:
- plante (4): Aquilegia bertolonii, Campanula zoysii, papucul doamnei (Cypripedium calceolus), Gladiolus palustris
- mamifere (2): liliac cârn (Barbastella barbastellus), liliacul mic cu potcoavă (Rhinolophus hipposideros)
- nevertebrate (2): Austropotamobius torrentium, fluturele-tigru (Callimorpha quadripunctaria)